# Acid behenic
Acidul behenic (cunoscut și sub denumirea de acid docosanoic) este un acid carboxilic cu formula de structură restrânsă CH3-(CH2)20-COOH. Este un acid gras saturat, având 22 atomi de carbon.
Este un compus majoritar din uleiul obținut din semințe de Moringa oleifera (se regăsește în procent de aproximativ 9%), în engleză ben oil.